# Gonzalo García de Santa María (1447-1521)
Gonzalo García de Santa María (Zaragoza, 1447-ibídem, 1521) fue un humanista e historiador español, que ejerció como jurisconsulto de la ciudad de Zaragoza.

## Vida
Descendiente de judíos, existen testimonios de su labor intelectual desde 1469. Doctor en Derecho, fue consejero y posteriormente lugarteniente del Justicia. En 1501 alcanza la condición de jurado de Zaragoza y el rey de Aragón, Fernando el Católico le encomienda una biografía de su progenitor Juan II, que apareció publicada con el título de Serenissimi Principis Joannis Secundi Aragonum Regis Vita.
Su testamento de 1519 da cuenta de la importancia de su biblioteca, la mayor de un erudito del siglo XV. Además de cronista oficial, fue colaborador y editor en la imprenta de Pablo Hurus, quien tuvo la imprenta española de mayor calidad del tiempo de los incunables.

## Obra
Escribió obras de carácter religioso, como los Evangelios y epístolas (1485) —la primera edición impresa de la Biblia en castellano—, o el prólogo y edición de Vidas de los santos religiosos de San Jerónimo (¿1491?). De asunto moral, tradujo los Dísticos de Catón (1494) en coplas castellanas. Editó además los Fori Aragonum (publicados por Pablo Hurus en Zaragoza en 1497) y Constituciones Synodales Archiepiscopatus Cesaraugustani (1500).
Pero su mayor aportación fue su obra histórica en torno a la Casa de Aragón, escrita íntegramente en latín. El árbol genealógico de esta dinastía real no se ha conservado, pero estaría escrito en 1499. En esta obra se plantea el problema de la sucesión femenina de la Casa. Escribió asimismo una Crónica de Aragón también perdida. Sin embargo, su obra culminante en el ámbito de la historiografía es su Serenissimi Principis Joannis Secundi Aragonum Regis vita, una biografía humanística que influyó en Lucio Marineo Sículo, con quien se relacionó. La vida de Juan II de Aragón que compuso bebe en fuentes clásicas, y adopta plenamente para el Renacimiento español la labor histórica de Salustio. En la obra se opone a la actuación la Generalidad de Cataluña en la guerra civil catalana, que para él supuso una traición a la autoridad y al vasallaje debido al rey. Precede a Nebrija en su concepción del rey como guía de un naciente imperialismo y en la valoración del castellano como nueva lengua del Estado moderno.